# Hôtel de ville de Bitche

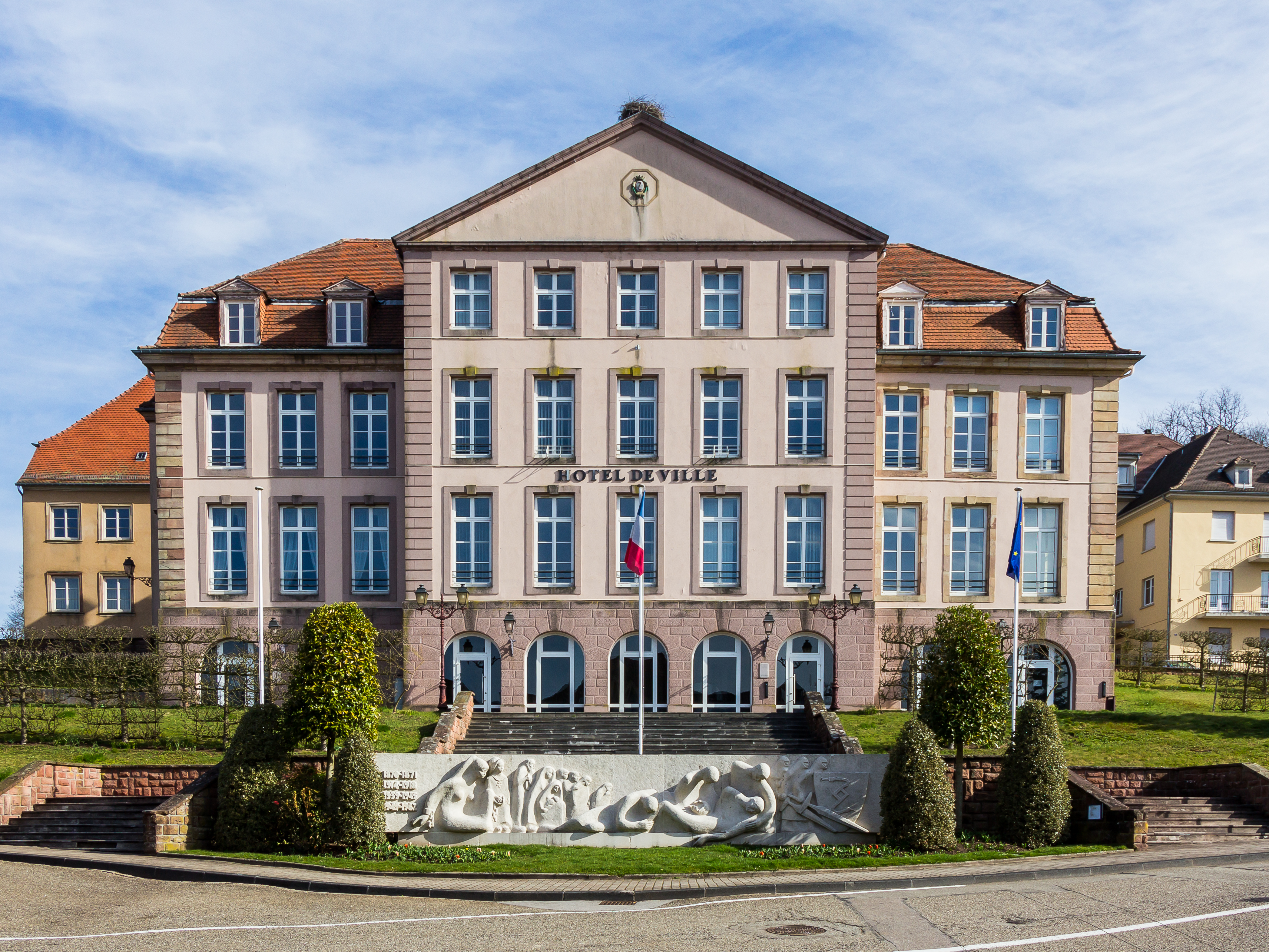
Vue actuelle de l'édifice

L'hôtel de ville se situe dans la commune française de Bitche et le département de la Moselle, à proximité de l'église Sainte-Catherine et de la Porte de Strasbourg.

## Histoire

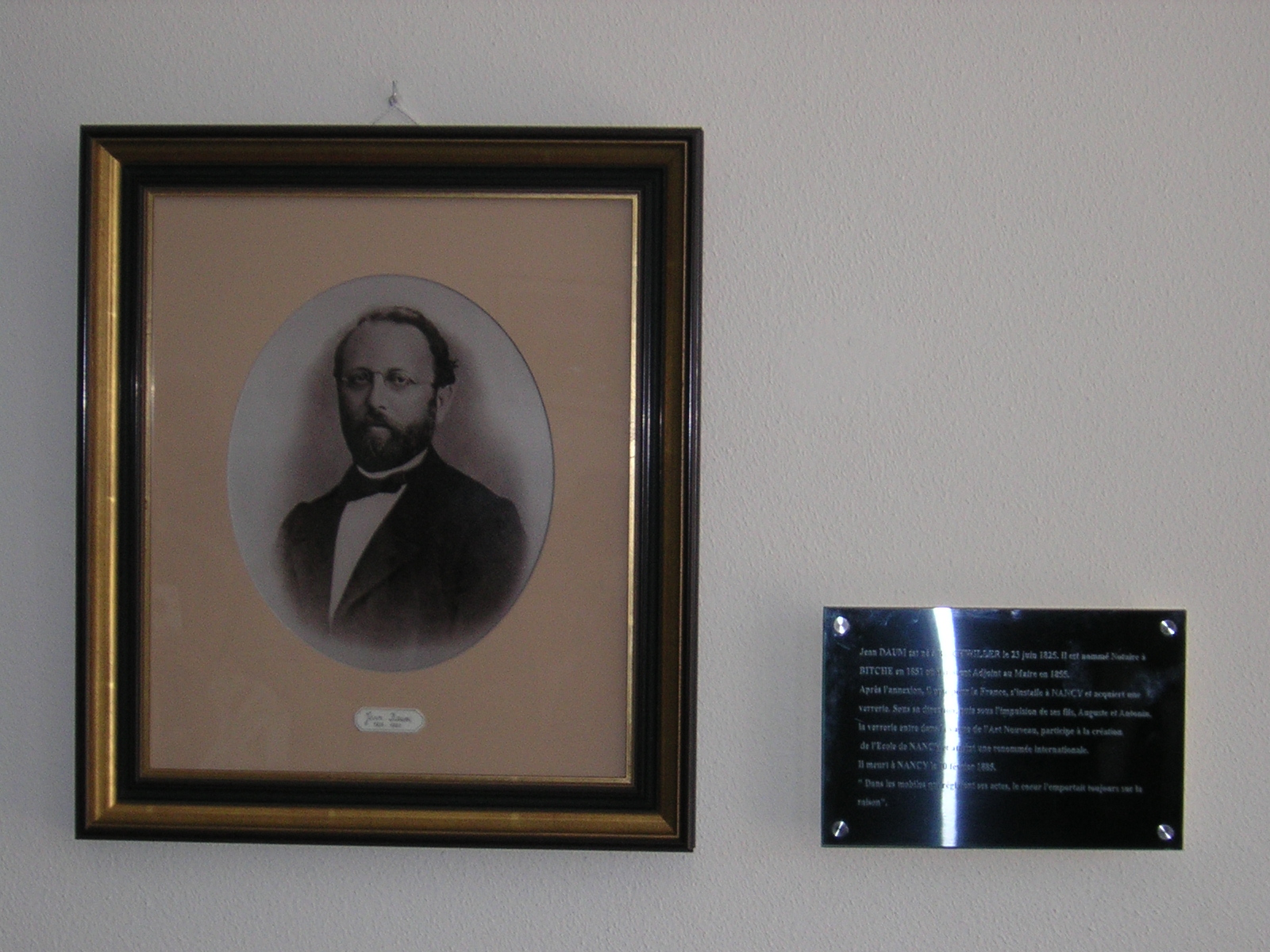
Portrait de Jean Daum

L'édifice est une maison construite dans le quatrième quart du XVIIIe siècle. L'avant-corps est ajouté à la fin du XIXe siècle, pendant l'occupation allemande, à l'époque où elle est occupée par le tribunal cantonal. 
Depuis 1967, le bâtiment, inscrit à l'inventaire topographique de la région Lorraine, est occupée par l'hôtel de ville.